# Talla en madera de las Islas Marquesas

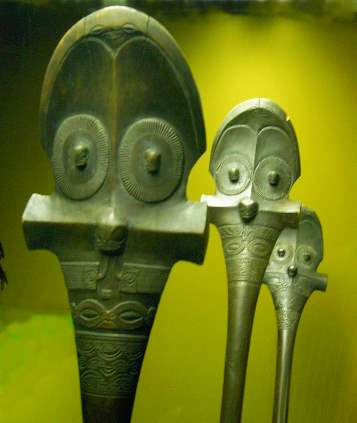
Parte superior de palos de guerra.

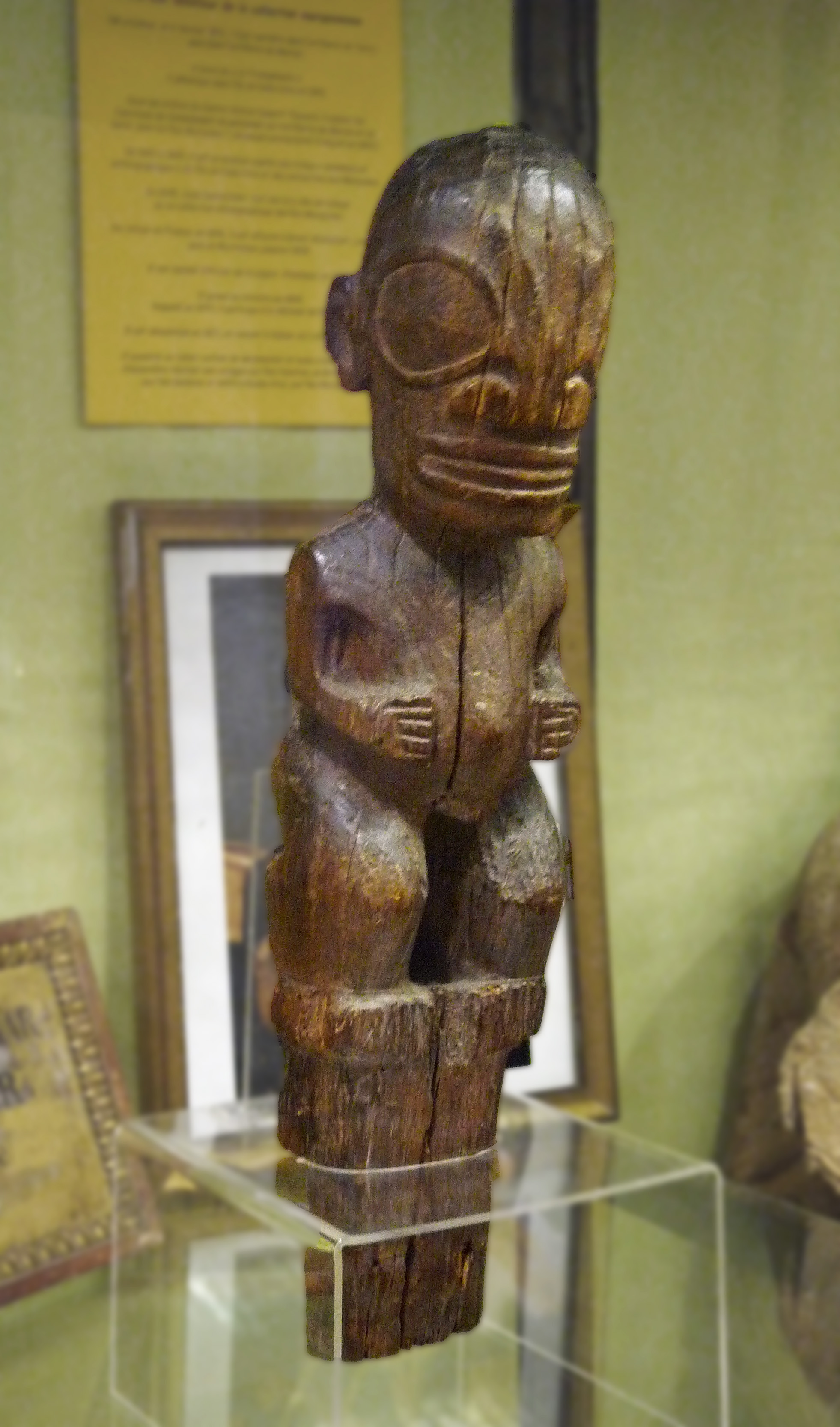
Tiki.

La talla en madera de las Islas Marquesas  es una práctica llevada a cabo por muchos de los maestros artesanos locales, conocidos como tuhuna. Los tuhuna no únicamente son expertos en la talla en madera, sino también en el arte del tatuaje y en la elaboración de palos de guerra. Los artesanos marquesanos de madera son considerados entre los más finos de la Polinesia Francesa; son muy solicitados, y de una calidad constantemente alta, aunque el tejido, la cestería y la pintura de pareo son los más populares, especialmente entre las mujeres artesanas. Paul Gauguin destacó el sentido artístico de la decoración de las marquesas y apreció el « inaudito sentido de la decoración» en sus formas de arte creativo.

## Historia
Las figuras de madera de la prehistoria de las Islas Marquesas pueden revelar mucho sobre las primeras prácticas de los pueblos locales. La popularidad de la talla en madera se debió a su creciente demanda en el extranjero. Esto también fue consecuencia de la introducción de herramientas importadas para tallar a finales del siglo XIX. Como resultado, surgieron nuevos estilos en el tallado de madera, como la decoración de toda la superficie de un artefacto con diseños en bajo relieve que tenían similitudes con los diseños de los tatuajes. Esto se hizo para satisfacer la creciente demanda de recuerdos turísticos a finales del siglo XIX.

## Cultivo de la madera
El material utilizado para hacer artefactos incluye el palo de rosa de Oceanía (Miro o Mi'o), nogal de Oceanía (tou), madera de hierro (aito), el cocotero (tumu ha'ari o tumu'ehi), así como el palo de rosa del Pacífico (Thespesia populnea) y temana (Calophyllum inophyllum); la madera de hierro (Casuarina equisetifolia) se utiliza para tallar bastones de guerra y otros artefactos. El sándalo fue retirado de las marquesas entre 1814 y 1817. Es importante para el pueblo marquesano utilizar madera de las islas, por su calidad y porque sigue la tradición de sus antepasados. Típicamente, la madera se seca durante 10 años y luego se trata contra las plagas. Si bien algunos artesanos cultivan árboles en sus propios jardines para sus productos de madera, también los compran a vendedores que los cultivan en los valles.

## Productos

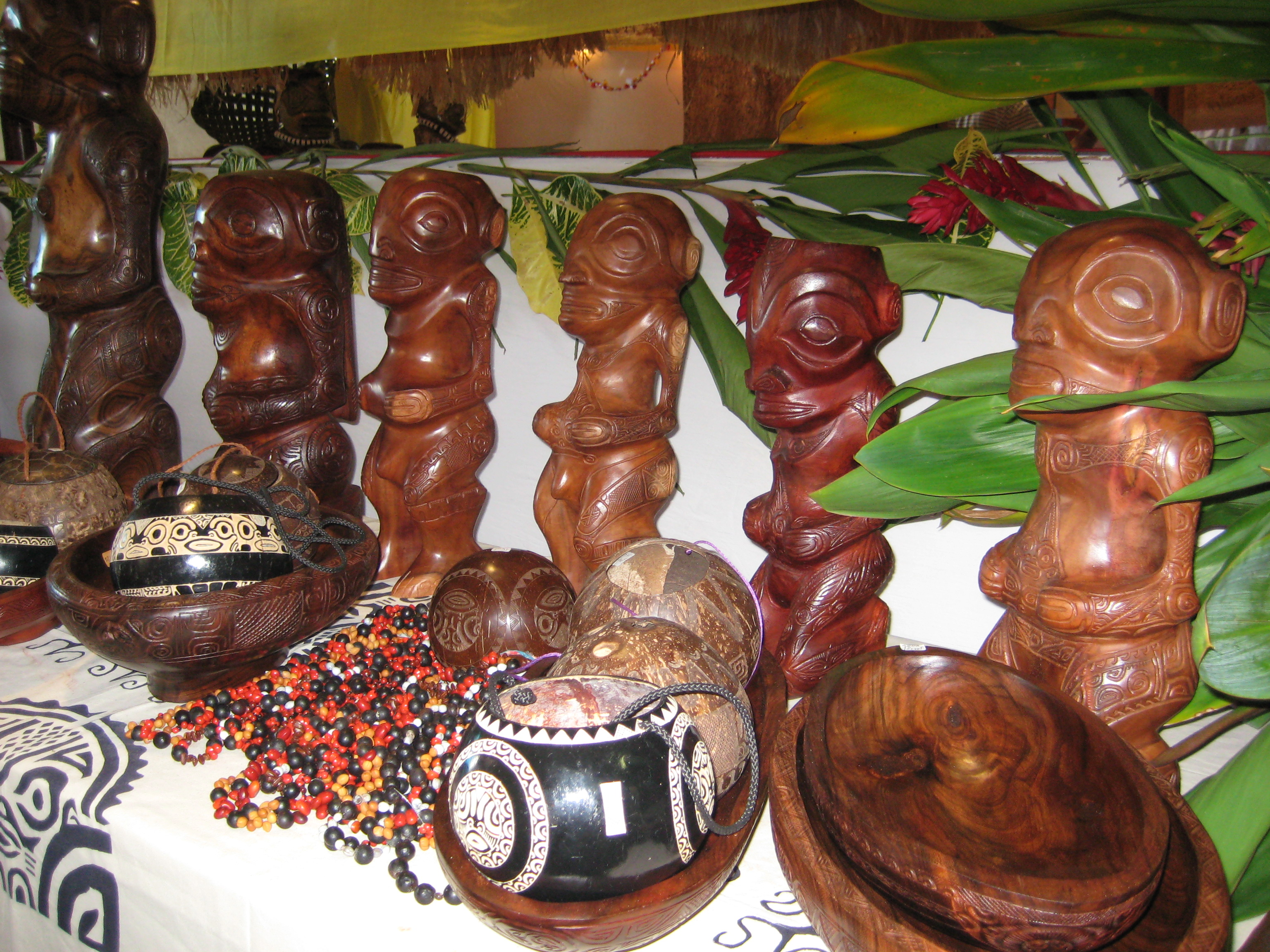
Una muestra de diferentes tallas de madera.

En 1961, los Anthropological Papers of the American Museum of Natural History  del Museo Americano de Historia Natural documentaron que «el número de figuras de madera de la época histórica recogidas en las marquesas atestigua la cantidad de tallas de madera para fines monumentales». La isla Ua Huka es particularmente conocida en la zona por sus tallas de madera. Los objetos comunes incluyen representaciones escultóricas de dioses polinesios, personajes humanos y animales, así como artículos utilitarios en forma de cuencos, palas o bastones simbólicos. En las tallas de madera de Nuku Hiva se encuentran bastones de palo de rosa, junto con cuencos y lanzas hechos de las primeras épocas, mientras que posteriormente se tallaron tableros y figuras de ajedrez. La figura tiki, «una figura antropomorfa retratada con enormes ojos ovalados, cejas arqueadas y boca abierta», es típica de las artes marquesanas. Aunque los tikis son más comunes como estatuas de piedra, también son motivos familiares en la talla en madera y en los tatuajes en las islas. Se han encontrado diseños de patrones decorativos tanto para la talla en madera como para los tatuajes del cuerpo, como el honu kea, mata hoata, poka'a  y enata.